# James Whitley Deans Dundas

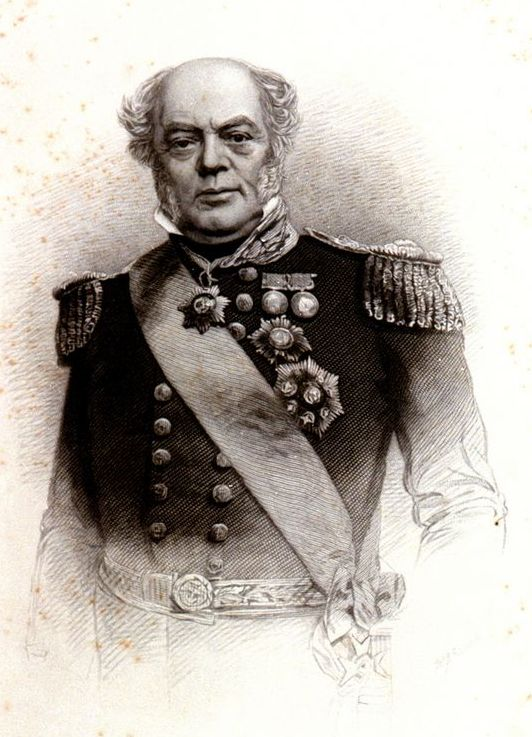
Sir James Dundas

Sir James Whitley Deans Dundas, GCB (* 4. Dezember 1785; † 3. Oktober 1862 in Weymouth, Dorset) war ein britischer Marineoffizier während des Krimkrieges.

## Familie
Er wurde als Sohn von Dr. James Deans und Janet Dundas geboren.
Am 2. April 1808 heiratete er seine Kusine Janet, die einzige Tochter von Charles Dundas (später Baron Amesbury) und nahm den Nachnamen Dundas an. Das Paar hatte fünf Kinder, seine Frau war Erbin großer Ländereien in Flintshire und Berkshire. Nach dem Tod seiner Frau im April 1846 wurde Lady Emily Moreton († 1900) im August 1847 seine zweite Frau.

## Marinelaufbahn
Dundas trat der Royal Navy am 4. Dezember 1799 bei. Nach sechsjähriger Dienstzeit im Mittelmeer, der französischen Westküste und in der Nordsee wurde er von Admiral George Keith Elphinstone am 25. Mai 1805 zum Leutnant auf der HMS Cambrian befördert. Im folgenden Jahr diente er einige Wochen unter Admiral George Cranfield Berkeley, bevor er am 8. Oktober 1806 Commander wurde. 1809 erhielt er das Kommando über die HMS Statley (→ Koalitionskriege).
Zwischen 1815 und 1819 kommandierte er die HMS Tagus im Mittelmeer. Von 1830 bis 1832 war er der Flag Captain von Sir William Parker an Bord der HMS Prince Regent, die vor Portugal lag. In selber Position war er von 1836 bis 1838 unter Sir Philip Durham an Bord der HMS Britannia mit Heimathafen Portsmouth. Am 25. Oktober 1839 wurde er als Companion in den Order of the Bath aufgenommen.
Die Beförderung zum Rear Admiral erfolgte am 23. November 1841. Vom 25. Juni bis 8. September 1841 war er Vierter Seelord, vom 13. Juli 1846 bis zum 20. Juli 1847 Zweiter Seelord und schließlich vom 20. Juli 1847 bis 13. Februar 1852 Erster Seelord (Militärischer Oberbefehlshaber der Royal Navy). Er übernahm im Januar 1852 den Oberbefehl über die Mittelmeerflotte und wurde am 17. Dezember 1852 Vizeadmiral.

## Krimkrieg
Nach Ausbruch des Krimkrieges 1854 leitete er den Transport der britischen Truppen auf die Krim und ihren Nachschub.
Der Misserfolg beim Angriff auf die Befestigungsanlagen von Sewastopol am 17. Oktober 1854 wurde neben anderen Mängeln in der britischen Kriegsführung von der heimischen Presse stark kritisiert, namentlich in den Berichten von William Howard Russell in der Times.
Im Januar 1855 wurde er routinemäßig von seinem Stellvertreter Sir Edmund Lyons abgelöst und kehrte nach England zurück. Am 5. Juli 1854 wurde er als Knight Grand Cross des Order of the Bath geadelt. Auch die britischen Verbündeten ehrten ihn mit dem Großkreuz der Ehrenlegion (Frankreich) und dem Mecidiye-Orden erster Klasse (Osmanisches Reich).

## Letzte Jahre
Dundas wurde am 8. Dezember 1857 zum Admiral befördert, war aber vom aktiven Dienst freigestellt. Er vertrat den Wahlkreis Greenwich für vier Legislaturperioden im Unterhaus als Mitglied der Liberalen.
Dundas wurde in Kintbury, Berkshire beerdigt.
| Personendaten    | Personendaten                    |
| ---------------- | -------------------------------- |
| NAME             | Dundas, James Whitley Deans      |
| KURZBESCHREIBUNG | britischer Admiral und Politiker |
| GEBURTSDATUM     | 4. Dezember 1785                 |
| STERBEDATUM      | 3. Oktober 1862                  |
| STERBEORT        | Weymouth                         |